# Lucien Fontanarosa
Pour les articles homonymes, voir Fontanarosa.
Lucien Fontanarosa, né le 19 décembre 1912 à Paris 11e et mort le 27 avril 1975 à Créteil (Val-de-Marne), est un artiste peintre et illustrateur français.

## Biographie
Son père, Francesco Fontanarosa, et sa mère, Stefania Lucchin, italiens, viennent s'installer à Paris au début de 1912, précision nécessaire|où son père exerce le métier de tailleur.
Son enfance est partagée entre Paris et Padoue. Ses séjours en Vénétie auront une influence sur son œuvre. Il fréquente, tour à tour, l'école communale à Paris et à Sanremo où ses parents se fixent en 1921. Puis en 1923, c'est le retour définitif de la famille Fontanarosa à Paris.
Tout jeune, attiré par le dessin, on peut le voir, vers 1924, passer ses dimanches à crayonner dans les rues de Paris, sur les quais ou en banlieue. Il suit les cours du soir de dessin à l'école de son quartier, et, le jeudi, conseillé par Gérard Cochet, il dessine d'après l'antique à l'Académie Julian.
Dans la « toilette » de coton noir qui enveloppe les costumes qu’il a pour mission de remettre aux clients paternels, il glisse un carnet de croquis. Pour Lucien Fontanarosa ce furent là des années merveilleuses : « Elles ont beaucoup contribué à ce que se fortifiât chez moi ce goût que je ressentais, très jeune, et presque instinctivement, pour les arts.[réf. nécessaire] »
Ses parents ne s'opposent pas à son désir de dessiner et de peindre, mais lui conseillent d'apprendre un métier. Il entre en 1927 à l'École Estienne à Paris, à l'atelier de dessin lithographique. Un prix obtenu à cette école lui permet de faire un voyage en Tunisie en 1931. La discipline dans le travail et les conseils reçus durant ces quatre années passées à l'École Estienne lui seront d'un grand secours dans l'avenir.
Sorti d'Estienne, en 1931, ses parents lui accordent un an d'essai à l'exercice de la peinture, à la condition d'entrer à l'École nationale des beaux-arts de Paris. Il travaille de plus en plus, suit les cours du soir de l'École des Arts Appliqués, travaille au musée du Louvre, au jardin des Plantes et dans la rue. Il installe son premier atelier dans une boutique désaffectée et y travaille seul. Les toiles cubistes le mettent sur la voie. Pour comprendre les grands classiques, Le Concert champêtre du Titien, au Louvre, sera le point de départ de toute une série d'études qu'il fera au musée même. Il expose ses œuvres à la Galerie l'Archipel en compagnie de Mané-Katz et d'Oguiss.
En 1932, Lucien Fontanarosa entre comme élève libre dans l'atelier de Lucien Simon à l'École des beaux-arts de Paris, atelier où l'on travaille en toute liberté : le climat lui convient, et il se lie d'amitié avec ses condisciples comme André Hambourg, Jean Navarre ou Georges Rohner. En 1933, il y fait la connaissance d’Annette Faive, qui deviendra sa femme. Il partage dès lors son temps entre les cours de l'École des beaux-arts et son atelier.
Fontanarosa ouvre en 1933 son second atelier, au no 6 de la rue Asseline dans le 14e arrondissement. Il expose pour la première fois au Salon de la Société nationale des beaux-arts avec un Nu dans l'atelier. Quoique la fréquentation des cours de l'atelier Simon soit toujours assidue, il travaille en grande partie seul. En août, il fait un bref voyage en Italie.
Fontanarosa obtient en 1934 une bourse de voyage de l'État et part pour l'Espagne en novembre. Il y découvre les relations existant entre les peintres espagnols et les Vénitiens qu'il ne cesse d'aimer particulièrement et d'étudier. Il est très sensible à la tragédie vécue par le peuple espagnol et réalise durant son séjour des œuvres d'une grande gravité.
C'est en 1935 qu'a lieu le premier achat de l'État. La Ville de Paris lui décerne le Grand Prix d'Afrique du Nord (bourse de 18 000 francs), ce qui lui permet de travailler un an au Maroc, d'octobre 1935 à mars 1936. Il séjourne ainsi six mois à Fez, voyage au Tafilalet, puis revient à Paris pour passer le concours du prix de Rome. En juillet 1936, il obtient le premier grand prix ex æquo avec son ami Jean Pinet. D’août à octobre 1936, accompagné d’Annette Faive, il retourne au Maroc, fait escale à Casablanca, puis s'installe à Rabat d'où il fait de fréquents voyages dans le sud. Ses toiles de l'époque accordent une grande place à la lumière de ce pays qui le fascine, et aux scènes de la vie quotidienne. Il fait une exposition particulière à Rabat et vend une toile au musée de cette ville. L'État français lui achète une toile pour les musées nationaux.
En janvier 1937, il part pour la Villa Médicis, alors dirigée par Paul Landowski, où il séjournera jusqu'en mars 1939. Il occupera l'atelier d'Ingres. Il travaille beaucoup dans les musées italiens et voyage en Vénétie, en Toscane, etc. Il fait la connaissance d'André Greck, sculpteur, qui, à cette occasion, réalise son buste, en bronze. C'est également à Rome qu'il fait la connaissance d'André Gide, pour lequel il exécutera des illustrations. Il sera appelé en 1951 pour le portraiturer sur son lit de mort.
Lucien Fontanarosa expose ses œuvres exécutées en Italie au musée de l'Orangerie en 1938. Il obtient le Prix Cottet.
L'État lui commande la décoration d'une des quatre entrées du Pavillon de l'Eau à Liège (Belgique) en 1939. Il exécute ce travail en collaboration avec Annette Faive, qu'il vient d'épouser à Rome lors d'un séjour en mai et juin. À son retour de Rome, il s'installe dans un nouvel atelier près des Buttes-Chaumont, au 97 de la rue Compans dans le XIXe arrondissement. En 1939, il est mobilisé dans l'infanterie, ce qui ne l'empêche pas de participer à des expositions de groupe à l'étranger. Le musée de Sofia lui achète une toile. Les croquis, dessins et études qu'il réalise durant sa mobilisation seront plus tard acquis par le musée de l'Armée à Paris. À l'occasion de l'exposition des travaux exécutés à Rome, qui a lieu à l'Orangerie, il fait la connaissance d'Édouard Vuillard dont il recevra maints conseils. Il obtient le prix Gillot-Dar. Dès qu'il le peut, il peint des paysages de Paris aux alentours du canal Saint-Martin, à Saint-Denis.
En janvier 1940, Édouard Vuillard dit de son œuvre : « On peut se laisser aller franchement à la joie de la louange devant les peintures de Fontanarosa. Combien on doit savoir gré, en ce moment, à un jeune artiste, d'avoir tenté de faire un vrai tableau, d'exécuter une vraie composition, qui soit autre chose qu'une simple étude, et dans laquelle ses qualités pour imaginer, pour ordonner, pour harmoniser formes et couleurs se manifestent avec générosité.[réf. nécessaire] » L'État lui achète pour le musée des beaux-arts de Chartres un Paysage de Venise. À sa démobilisation, entraîné par un vertige de couleurs qu’il lui semblait ne pas pouvoir maîtriser, il réduit considérablement sa palette à des tons sombres et sévères et détruit une bonne part de son œuvre. Il voit alors le monde comme un sujet de méditation plongé dans un perpétuel hiver.
L'État lui commande une fresque pour la salle du conseil des professeurs du Lycée de Saint-Maur et, en 1941, lui achète la composition intitulée Le Brabant, qui orne la Caisse Nationale du Crédit Agricole. Il est nommé membre du comité directeur de la Société nationale des beaux-arts.
En 1942, il exécute la décoration de l’amphithéâtre Richelieu à la Faculté des Lettres de Poitiers sur le thème du siège de La Rochelle. Son fils Patrice Fontanarosa naît à Paris.
Lucien Fontanarosa fait la connaissance en 1943 du collectionneur Jean Aubecq qui lui achète plusieurs toiles. L'État lui achète les Chevaux pour la mairie de Château-Gontier. L'artiste s'installe à Bry-sur-Marne avec son ami François Fauck, artiste-peintre qu'il a connu à l'atelier de Lucien Simon à l'École des beaux-arts, pour y travailler pendant les mois d'été. De retour de captivité, son ami Jacques Ratier crée la Galerie Chardin au 36 rue de Seine à Paris, et dès lors, ils ne cesseront de travailler ensemble. La Ville de Paris lui achète un grand Paysage de Neuilly-sur-Marne.
En 1944, sa fille Frédérique Fontanarosa naît à Paris. Il devient en 1945 membre du jury à l'École nationale supérieure des beaux-arts. Au cours de l'été, il voyage et peint en Bretagne.
En 1946, Fontanarosa est nommé membre du jury au concours du prix de Rome en peinture, et professeur à l'Académie américaine de Fontainebleau. M. et Mme Aubecq mettent à sa disposition un atelier dans leur propriété d'Acheux en Amiénois. L'artiste viendra régulièrement y travailler en compagnie d'autres peintres (Roger Chapelain-Midy, Robert Humblot, Claude Schurr). La Ville de Paris offre à la Ville de Stockholm son tableau Place de la Concorde. Son fils Renaud Fontanarosa naît à Paris.
Lucien Fontanarosa décide en 1947, de ne plus exposer dans les grands Salons pendant quelque temps. Désormais il passera tous ses étés à Fontainebleau, partageant son travail entre sa peinture et ses cours à l'Académie américaine. Il effectue un voyage en Toscane en 1950. Il est membre du jury au concours du prix de Rome en peinture de 1954.
Lucien Fontanarosa est élu membre de l’Académie des beaux-arts en 1955. Ne souhaitant pas porter la traditionnelle épée, c'est une guitare qui selon ses vœux lui sera offerte. Il entreprend un voyage à Londres en 1956, à l'occasion de son exposition à la Galerie Marlborough, puis fait un bref voyage en Hollande.
En plusieurs années, la Galerie Chardin s'est assurée le concours de peintres tels que Paul Charlot, Claude Schurr, Jean Marzelle, du sculpteur Antoniucci Volti, du céramiste Henri Plisson. Non seulement Lucien Fontanarosa approuve ce choix, mais il contribue, avec ses camarades, à créer une atmosphère unique d'estime et d'amitié. Au mois de décembre 1957, il est nommé chevalier de la Légion d'honneur au titre de l'Éducation nationale.

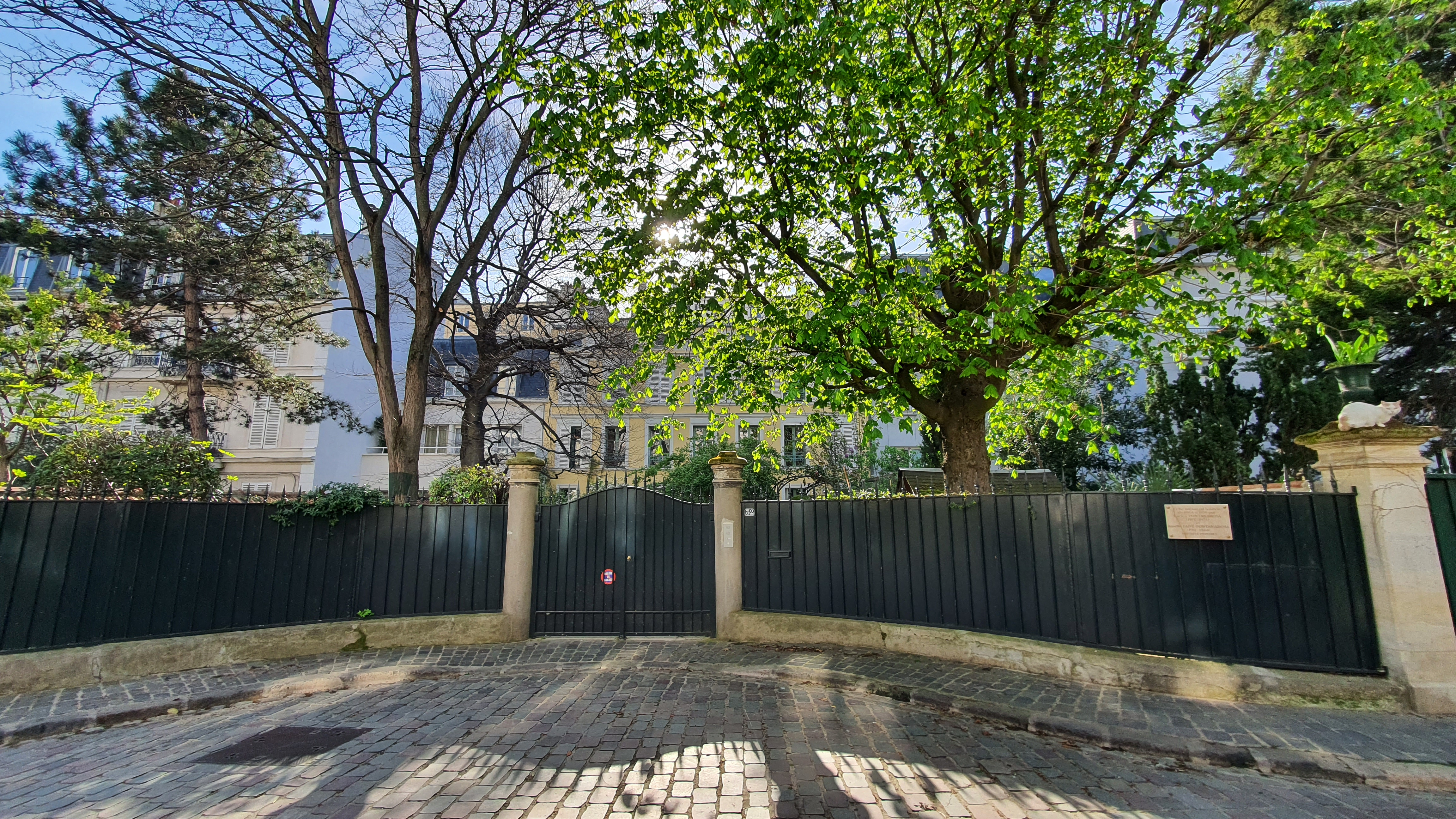
32, cité des Fleurs à Paris.

Il est nommé professeur chargé de cours de dessin et de l'enseignement plastique à l'École polytechnique en 1958. Il fait l'acquisition d'une propriété dans le Var, à La Cadière d'Azur, région qu'il avait découverte dans les années 1930-40. Il y installe un atelier où il travaillera désormais régulièrement. Ce climat méditerranéen lui inspirera de nombreuses compositions et natures mortes.

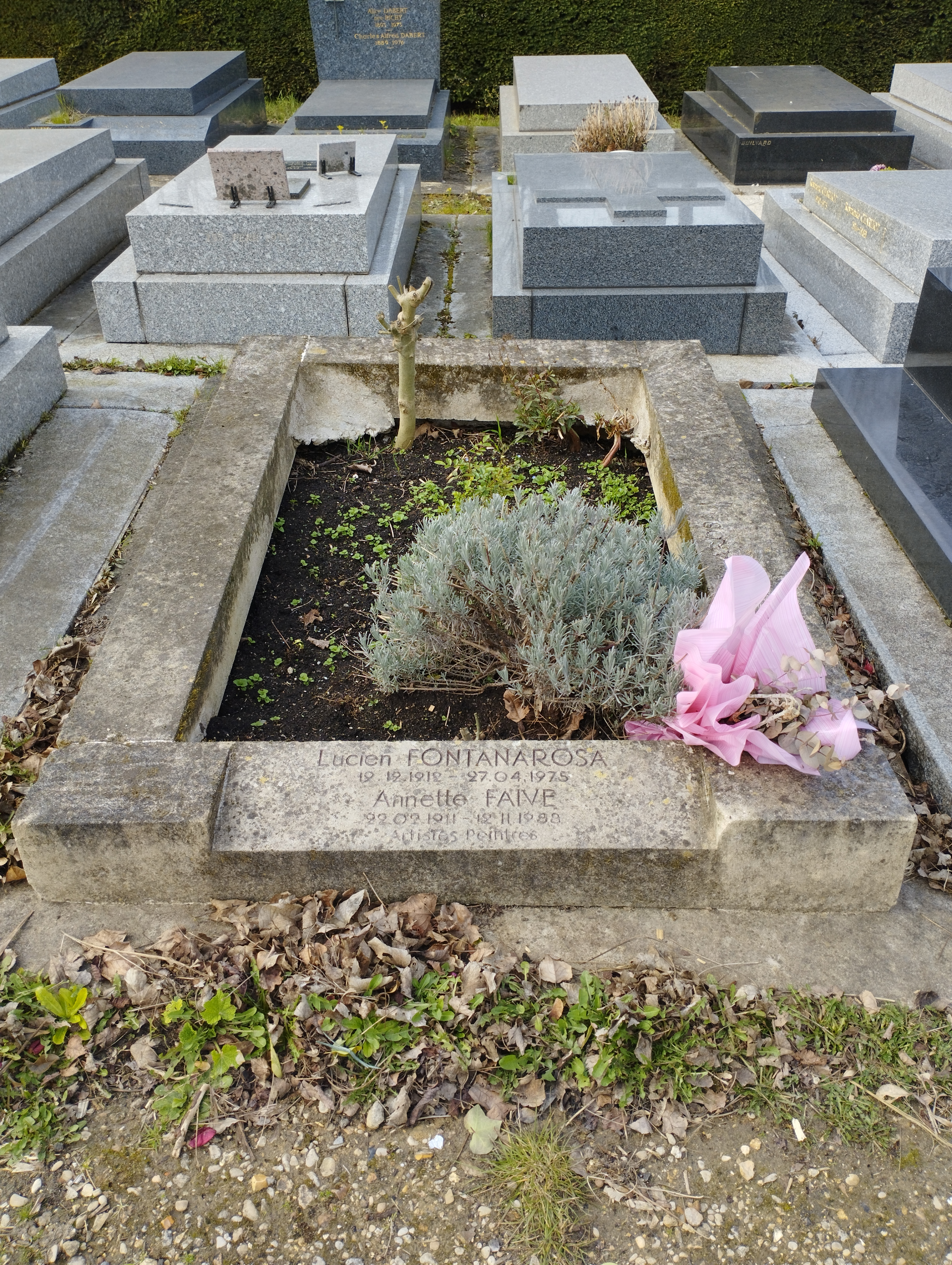
Tombe de Lucien Fontanarosa au cimetière du Père-Lachaise (division 85).

Fontanarosa se distingue aussi comme illustrateur: "Germinal" (in Zola: "Autres chefs-d'œuvre", NRF/Gallimard, 1958), "Batailles dans la montagne" (in Giono, NRF/Gallimard,"Romans", 1956), "Noé" (in Giono, "Chroniques romanesques" 1962), "L'Étranger" d'Albert Camus (Livre de Poche, 1959). En 1967 il illustre "Crime et Châtiment" aux Éditions de L’Odeon & Éditions André Vial, puis "Amours odes chansons de Ronsard" et "L'Avare"  de Molière en 1973. De 1964 à 1969, Fontanarosa réalise quatre billets de banque pour la Banque de France à l'effigie de Berlioz, Pascal, Quentin de La Tour et Delacroix.
En 1964, Fontanarosa installe son atelier au 32 cité des Fleurs dans le 17e arrondissement de Paris, lieu de sérénité où les amateurs de ses œuvres lui rendront fréquemment visite.
En 1974, Lucien Fontanarosa envoie Les Amoureux dans la ville' au Salon des peintres témoins de leur temps.
Son envoi au Salon des peintres témoins de leur temps de 1975 a pour sujet Dominique aux melons d’eau. Il travaille à la préparation de son exposition personnelle qui doit avoir lieu à Paris au printemps 1976. Mais à la fin du mois de mars son état de santé nécessite une hospitalisation et une intervention chirurgicale. Il meurt quelques jours plus tard, le dimanche 27 avril. Il repose au cimetière du Père-Lachaise (85e division) à Paris.
Annette Faive-Fontanarosa, épouse de Lucien Fontanarosa, fonde en 1985, avec Stéphane Löber, l’« Association Lucien Fontanarosa » chargée de la gestion de l'œuvre de Lucien Fontanarosa et de la préparation d'un catalogue raisonné.

## Œuvres

### Peintures
- 1934    -  Les Musiciens, Salon de la Société nationale des beaux-arts
- 1938 ca -  Paysage de Venise, musée des beaux-arts de Chartres
- 1942    -  Les Buttes-Chaumont, musée national d'art moderne, Paris
- 1943    -  Chevaux, mairie de Château-Gontier
- 1943    -  Paysage de Neuilly-sur-Marne, achat de l'État
- 1946 ca -  Place de la Concorde, La Ville de Paris l'offre ce tableau à la Ville de Stockholm
- 1947    -  Pichet d'étain, ministère des Finances, Paris
- 1947    -  Nature morte, Ministère des Finances, Paris
- 1947    -  Fleurs , chancellerie de la Légion d'honneur
- 1949    -  La Répétition, exposition au Pavillon de Marsan, toile modifiée par l'artiste en 1953.
- 1953    -  La Chasse, Salon des peintres témoins de leur temps
- 1953 ca -  Tulipes Jaunes, musée d'art moderne de la Ville de Paris
- 1955    -  Le Bonheur, Salon des peintres témoins de leur temps
- 1956    -  L'Artiste dans sa loge (portrait du comédien Albert Rémy), musée d'Albi
- 1957    -  Le Boxeur, Salon des Peintres témoins de leur temps et Salon des Tuileries
- 1958    -  L'Enfant aux instruments de musique, Salon Comparaisons
- 1958    -  Le Dimanche au bord de la Marne, Salon des peintres témoins de leur temps
- 1959    -  Le Chantier, Salon des peintres témoins de leur temps
- 1959    -  Dimanche au bord de la Marne, achat de la Ville de Paris)
- 1960    -  Danseuse, musée de Bougie (Béjaia - Algérie)
- 1960    -  Le Trio, où figurent ses trois enfants, tous trois musiciens, Salon des peintres témoins de leur temps
- 1962    -  Le Pont de l'autoroute de Marseille, Salon des peintres témoins de leur temps
- 1966    -  Le Cabanon, Salon des peintres témoins de leur temps
- 1968    -  Les Guerilleros, Salon des peintres témoins de leur temps
- 1970    -  Le Rêve, Salon des peintres témoins de leur temps
- 1972    -  Le Portrait d'Annette, Salon des peintres témoins de leur temps
- 1973    -  Le Luthier, Salon des peintres témoins de leur temps
- 1974    -  Les Amoureux dans la ville, Salon des peintres témoins de leur temps
- 1975    -  Dominique aux melons d’eau, Salon des peintres témoins de leur temps

### Fresques, décors
- 1939    -  Décoration du Pavillon de l'Eau à Liège (Belgique) avec la collaboration de son épouse Annette Faive, commande de l'État.
- 1941    - Fresque dans la salle du conseil des professeurs du lycée de Saint-Maur.
- 1941    - Le Brabant, Caisse Nationale du Crédit Agricole.
- 1942    - Décoration sur le thème du siège de La Rochelle  décoration disparue ou détruite après les travaux de réfection de la Faculté des Lettres de Poitiers, amphithéâtre Richelieu.
- 1944    - Décoration destinée à la salle des fêtes de la mairie de Saint-Germain-en-Laye, conservée au Fonds National d'Art Contemporain.
- 1951    - Décoration de la Chapelle de l'hôpital Saint-Camille à Bry-sur-Marne
- 1952    - Décoration du réfectoire du lycée de Nogent-le-Rotrou, commande de l'État.
- 1955    - Décoration du Collège technique de Malakoff
- 1961    - Décoration pour l'École Estienne à Paris
- 1961    - Décoration de l'appartement Roussilon du paquebot France
- 1964    - Décoration d'un plafond sur le thème de La fête marine pour le Lycée de l'Ouest à Nice, devenu Lycée Estienne d'Orves.
- 1964    - Décor pour le Collège technique de Châtellerault, puis pour les P.T.T. Décoration pour le Salon de la Philatélie, installée ensuite à la Poste centrale de Mâcon.
- 1965    - Quatre panneaux des Quatre saisons pour le groupe scolaire de la rue Ampère à Paris dans le 17e arrondissement.

### Illustrations
- 1945    - L'Empreinte du Dieu de Maxence Van der Meersch, lithographies en noir pour les Éditions Garnier
- 1947    - Les Hauts de Hurlevent, illustrée de cinquante aquarelles gravées sur bois par Armanelli pour les Éditions Les Heures Claires
- 1948    - « Pages d’amour » de la Rose des Sables d'Henry de Montherlant, illustration en lithographies en couleurs pour les Éditions Laffont
- 1949    - « L'Immoraliste » dans la série des Récits, Romans, Soties d'André Gide en compagnie de Derain, Dufy, Kees van Dongen, Christian Bérard, Clavé pour la N.R.F.
- 1949    - Illustration avec une série de lithographies des œuvres de Ronsard pour les Éditions La Bonne Compagnie
- 1950    - Terre des Hommes de Saint-Exupéry pour la N.R.F.
- 1952    - L'amant de Lady Chatterley de D.H. Lawrence pour la N.R.F. Cette même maison d'édition lui demande d'illustrer les Poésies, Journal, Souvenirs d'André Gide en compagnie de Brayer, Brianchon, Chapelain-Midy, Clavé, Dunoyer de Segonzac
- 1954    - Bataille dans la Montagne de Jean Giono pour la N.R.F.
- 1954    -  Œuvres dramatiques - Théâtre et cinéma de Marcel Pagnol, illustrations avec Yves Brayer, André Jordan, Élie Lascaux, Edy Legrand, Jean-Denis Malclès, Jacques Thévenet, Marcel Vertès, Gallimard - Fasquelle
- 1955    -  Poésies complètes de Francis Carco, illustrations avec Maurice de Vlaminck, André Dignimont, Yves Brayer
- 1956    -  Moulin de la Sourdine de Marcel Aymé pour la N.R.F.
- 1957    -  Germinal de Zola pour la N.R.F.
- 1961    -  Poussière de Rosamund Lehmann et Colas Breugnon de Romain Rolland
- 1962    -  Rebecca de Daphné du Maurier, Noé de Jean Giono, Tartarin de Tarascon d'Alphonse Daudet
- 1963    -  Les Raisins de la colère de John Steinbeck, La Guerre des boutons de Louis Pergaud pour la N.R.F.
- 1964    - Tortilla Flat de John Steinbeck
- 1965    - Pour qui sonne le glas d'Ernest Hemingway
- 1965    - Sous la lumière froide de Pierre Mac Orlan
- 1967    - Crime et châtiment de Dostoïevski, Chanson de Ronsard
- 1968    - La Maison Tellier d'Honoré de Balzac
- 1969    - Till l’Espiègle pour l'Union Latine d'Éditions
- 1971    - Le Gondolier, illustration de la couverture du catalogue du Salon les peintres témoins de leur temps
- 1972    -  Poèmes épiques pour l'Union Latine d'Éditions
- 1972    -  Contes et romans de Voltaire
- 1972    -  Louange du tabac de Louis Pauwels
- 1972    -  Notre-Dame des désemparés de Christian Murciaux. 9 lithographies, Éditions André Sauret
- 1973    -  L'Avare de Molière pour les Bibliophiles du Palais

### Billets de banque français
- le 10 francs Berlioz (type 1972)
- le 50 francs Quentin de La Tour (type 1976)
- le 100 francs Delacroix (type 1978)
- le 500 francs Pascal[4] (type 1968)

### Affiches
- 1971    - La Salute à Venise pour le Salon des Peintres témoins de leur temps

### Gravures, lithographies
- 1931    - Île Saint-Louis, série de quatre lithographies

## Salons
- 1933   - Salon de la Société nationale des beaux-arts
- 1934  -  Salon de la Société nationale des beaux-arts : Les Musiciens
- 1953  -  Salon des Peintres témoins de leur temps : La Chasse
- 1955  -  Salon des Peintres témoins de leur temps : Le Bonheur
- 1956  -  Salon des Peintres témoins de leur temps : Portrait d'Albert Rémy
- 1957  -  Salon des peintres témoins de leur temps : Le Boxeur
- 1957  - Salon des Tuileries : Le Boxeur
- 1958  - Salon Comparaisons : L'Enfant aux instruments de musique
- 1958  -  Salon des Peintres témoins de leur temps : Le Dimanche au bord de la Marne
- 1959  -  Salon des Peintres témoins de leur temps : Le Chantier
- 1960  -  Salon des Peintres témoins de leur temps : Le Trio
- 1962  -  Salon des Peintres témoins de leur temps : Le Pont de l'autoroute de Marseille
- 1966  -  Salon des Peintres témoins de leur temps : Le Cabanon
- 1967  -  Salon des Peintres témoins de leur temps : Chanson de Ronsard
- 1968  -  Salon des Peintres témoins de leur temps : Les Guerilleros
- 1970  -  Salon des Peintres Témoins de leur temps : Le Rêve
- 1971  - Salon des Peintres témoins de leur temps : Invité d'honneur
- 1973  -  Salon des Peintres témoins de leur temps : Le Luthier
- 1974  -  Salon des Peintres témoins de leur temps : Les Amoureux dans la ville
- 1975  -  Salon des Peintres témoins de leur temps : Dominique aux melons d’eau
- 1975  -  Salon des artistes indépendants normands, Rouen : invité d'honneur[5]

## Expositions, galeries
- 1931  -  Exposition à la Galerie l'Archipel à Paris
- 1938  -  Exposition des œuvres réalisées en Italie au musée de l'Orangerie
- 1945  -  Exposition d'Art français au Luxembourg (collective)
- 1947  -  Première exposition particulière à la Galerie Chardin, rue de Seine
- 1949  -  Seconde exposition particulière à la Galerie Chardin
- 1949  -  Exposition de peinture contemporaine au Pavillon de Marsan : La Répétition
- 1950  -  Exposition à Lyon
- 1952  -  Exposition d'art français en Pologne: une toile
- 1954  -  Troisième exposition à la Galerie Chardin : ensemble de compositions sur le thème de la musique
- 1956  -  Exposition à la Galerie Marlborough à Londres
- 1956  -  Invité au Premier Festival de peinture de Vichy
- 1958  -  Quatrième exposition personnelle à la Galerie Chardin au mois de juin
- 1961  -  Expose au Japon (Tokyo, Osaka, Nagoya, Shizuoka) avec le concours de la Galerie Drouant
- 1962  -  Cinquième exposition personnelle à la Galerie Chardin, avec pour la première fois depuis vingt-cinq ans des toiles sur Venise
- 1963  -  janvier, la Galerie Chardin organise, avec la Palm Beach Galleries, une importante exposition de Lucien Fontanarosa en Floride
- 1963  -  Exposition au mois de mai Joie de vivre  à la Galerie Chardin (10 œuvres)
- 1963  -  Exposition au musée de Munich avec sept tableaux, cette exposition s'intitule « Peinture contemporaine française »
- 1963  -  Galerie Roger Dulac à Paris avec L'Art et la médecine
- 1963  -  Galerie Verrière 13, Quai Romain-Rolland, à Lyon, depuis 1963
- 1964  -  Exposition de groupe à Nice au Palais de la Méditerranée avec Carzou, Bret, Goerg, Limouse, Cavaillès, Brayer
- 1964  -  Une dizaine de pastels à la Galerie Chardin dans un ensemble intitulé « L'eau et le feu », avec les autres artistes de la galerie
- 1966  - Une galerie japonaise lui organise une exposition à Osaka
- 1968  - Exposition au grand magasins du Printemps à Paris (150.000 visiteurs)
- 1970  - Galerie Chardin, il participe à l'exposition « Les fruits de l'été »
- 1972  -  Exposition avec le sculpteur Volti à la Galerie Verrière à Lyon
- 1973  -  Exposition collective « Climats et lumières » à la Galerie Chardin
- 1973  -  de juin à septembre, le Palais de la Méditerranée à Nice présente cent-cinquante œuvres de Lucien Fontanarosa

## Prix, récompenses
- 1935   -  Grand Prix d'Afrique du Nord par la Ville de Paris
- 1936   -  Premier grand prix de Rome en sculpture, ex æquo avec Jean Pinet
- 1939   - Prix Gillot-Dar
- 1951   - Prix à la Biennale de Menton
- 1961   - Grand prix de peinture de la Ville de Paris
- 1971   - La Ville d'Amboise lui décerne le prix Léonard de Vinci.
- 1973   - Grand prix du Salon des peintres témoins de leur temps

## Décorations
- Chevalier de la Légion d'honneur (1957)
- Chevalier de l'ordre du Mérite postal (1963)[6]
- Médaille de vermeil de la Ville de Paris (1963)

## Collections publiques
- École Estienne : décoration (1961)
- Pavillon de l'Eau à Liège (Belgique) : décoration
- Musée de Sofia :
- Musée d'Albi : Portrait d'Albert Rémy
- Musée d'art moderne de la ville de Paris : Tulipes Jaunes - Dimanche au bord de la Marne
- Musée des Invalides : dessins et croquis de guerre 1939-1945
- Musée des beaux-arts de Chartres : Paysage de Venise
- Lycée de Saint-Maur, salle du conseil des professeurs : fresque
- Caisse Nationale du Crédit Agricole : Le Brabant (décoration)
- Amphithéâtre Richelieu à la Faculté des Lettres de Poitiers : décoration disparue
- Musée national d'Art moderne : Les Buttes-Chaumont
- Mairie de Château-Gontier : Chevaux
- Fonds National d'Art Contemporain: décoration prévue pour la salle des fêtes de la Mairie de Saint-Germain-en-Laye.
- Ville de Stockholm : Place de la Concorde
- Ministère des Finances : Nature Morte - Pichet d'étain
- Chancellerie de la Légion d'Honneur : Fleurs
- Chapelle de l'Hôpital Saint-Camille à Bry-sur-Marne : décoration
- Réfectoire du Lycée de Nogent-le-Rotrou : Décoration
- Collège Technique de Malakoff : décoration
- Musée de Bougie (Béjaia - Algérie) : Danseuse -
- Faculté des Sciences d'Orsay : Decor
- France : décor de l'appartement Roussillon
- Lycée de l'Ouest à Nice, devenu Lycée Estinne d'Orves : Décoration sur le thème de « La fête marine ».
- Collège technique de Châtellerault : Décoration
- P.T.T., il achève une importante décoration pour le Salon de la Philatélie (installée ensuite à la Poste Centrale de Mâcon).
- Groupe scolaire de la rue Ampère à Paris dans le 17e arrondissement : Quatre panneaux décoratifs

## Iconographie
- Buste de Lucien Fontanarosa, 1939, par André Greck sculpteur, condisciple à la Villa Médicis